# (16419) Ковалёв
(16419) Ковалёв (лат. Kovalev) — типичный астероид главного пояса, открыт 24 сентября 1987 года советским астрономом Людмилой Журавлёвой в Крымской астрофизической обсерватории и 6 августа 2009 года назван в честь конструктора Сергея Ковалёва.

## Обнаружение и именование
(16419) Ковалёв
Открыт 24 сентября 1987 года в Крымской астрофизической обсерватории Л. В. Журавлёвой.
Сергей Никитич Ковалёв (р. 1919) — выдающийся судостроитель и крупный специалист в области механики и гидродинамики судов и энергетики. Он также широко известен своими картинами и литературными произведениями.
Оригинальный текст (англ.)16419 Kovalev
Discovered 1987 Sept. 24 by L. V. Zhuravleva at the Crimean Astrophysical Observatory.
Sergej Nikitich Kovalev (b. 1919) is an outstanding shipbuilder and prominent expert in the field of mechanics and hydrodynamics of ships and energetics. He is also broadly known for his paintings and literary works.
Источники: 20090806/MPCPages.arc; M.P.C. 66725, 69147.

## Орбита

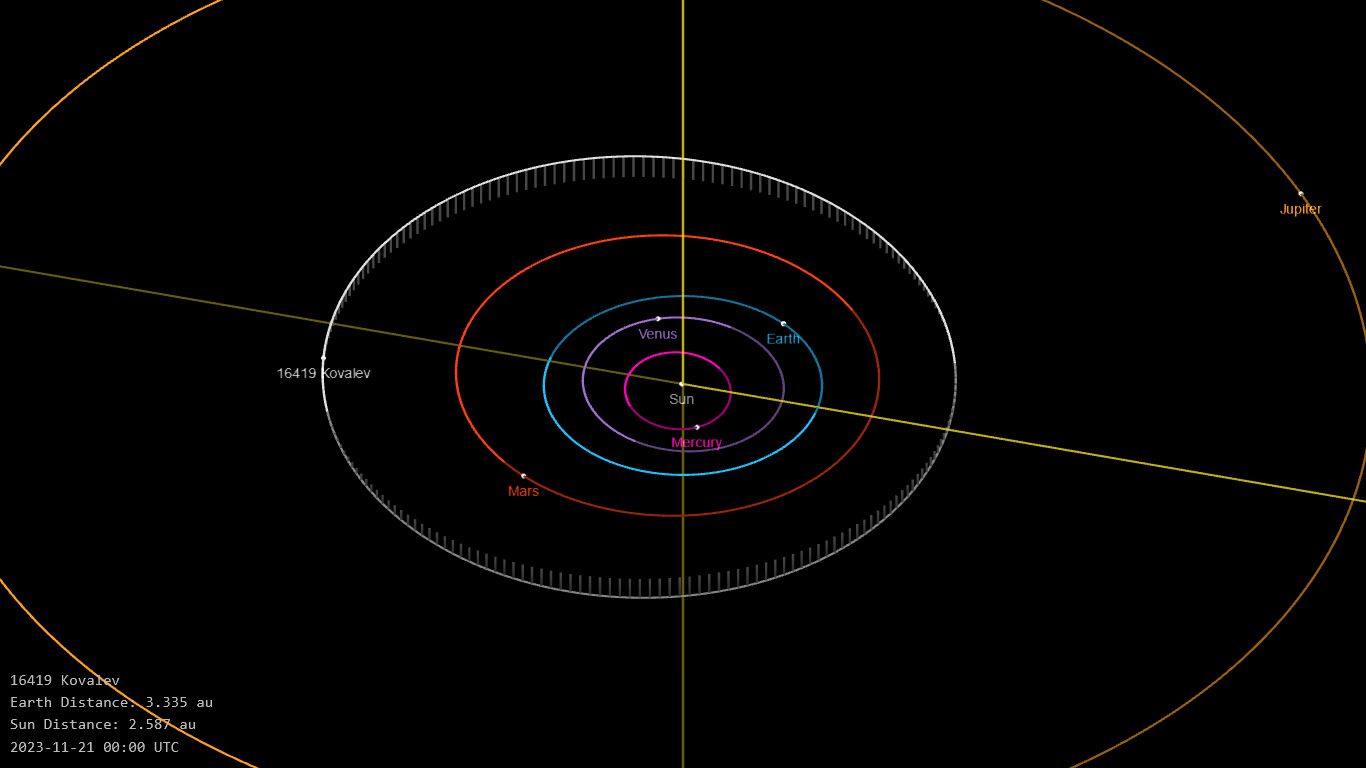
Орбита астероида Ковалёв и его положение в Солнечной системе

## Физические характеристики
Из наблюдений телескопа VISTA следует, что астероид относится к таксономическому классу S.
По результатам наблюдений в видимом и ближнем инфракрасном диапазоне космического телескопа NEOWISE диаметр астероида сначала оценивался равным 3,294±0,723 км, позже — 3,139±1,081 км. Согласно тем же источникам альбедо оценивается как 0,3400±0,1729 и 0,374±0,190.